# Gouvernement Tzannetákis
 (septembre 2023).
Si vous disposez d'ouvrages ou d'articles de référence ou si vous connaissez des sites web de qualité traitant du thème abordé ici, merci de compléter l'article en donnant les références utiles à sa vérifiabilité et en les liant à la section « Notes et références ».
IIIe République hellénique
A. Papandréou II Grívas
Le gouvernement Tzannetákis (en grec moderne : Κυβέρνηση Τζαννή Τζαννετάκη) est le gouvernement de la République hellénique entre le 2 juillet et le 12 octobre 1989, sous la Ve législature du Parlement.
Il est dirigé par le conservateur Tzannís Tzannetákis, désigné par la ND dans le cadre d'une coalition temporaire avec le SYN. Il succède au gouvernement Papandréou II et cède le pouvoir au gouvernement transitoire de l'indépendant Ioánnis Grívas, qui organise les élections anticipées de novembre 1989.

## Historique du mandat
Dirigé par le nouveau Premier ministre conservateur Tzannís Tzannetákis, ce gouvernement est constitué et soutenu par une coalition entre la Nouvelle Démocratie (ND) et le Synaspismós (SYN). Ensemble, ils disposent de 173 députés sur 300, soit 57,7 % des sièges du Parlement.
Il est formé à la suite des élections législatives du 18 juin 1989.
Il succède donc au deuxième gouvernement du Premier ministre socialiste Andréas Papandréou, constitué et soutenu par le seul Mouvement socialiste panhellénique (PASOK).

### Formation
Au cours du scrutin, le Mouvement socialiste perd la majorité absolue dont il disposait depuis huit ans et se trouve devancé par la Nouvelle Démocratie. Bien qu'arrivée en tête, la ND échoue cependant à conquérir plus de la moitié des sièges comme le PASOK au cours des deux scrutins précédents. Le président de la ND Konstantínos Mitsotákis étant rejeté par la gauche, l'ancien résistant et ex-ministre Tzannís Tzannetákis est proposé comme candidat de compromis, et entreprend donc de former une coalition transitoire avec le Synaspismós, parti de gauche tendant vers la gauche radicale.
Assermenté 15 jours après la tenue des élections parlementaires, ce gouvernement reste en fonction seulement trois mois, conformément à l'accord passé entre la ND et le SYN. Au cours de cette période, il libéralise le secteur de l'audiovisuel, détruit les fichiers constitués par la police secrète après la guerre civile et autorise les poursuites judiciaires contre de nombreux ministres du précédent exécutif, dont Andréas Papandréou.

### Succession
Démissionnant en vue de provoquer les élections législatives anticipées du 5 novembre 1989, l'exécutif de Tzannetákis est remplacé par le gouvernement transitoire de Ioánnis Grívas, précédemment président de la Cour de cassation.

## Composition
| Fonction                                                                           | Titulaire | Titulaire                                                                 | Parti |
| ---------------------------------------------------------------------------------- | --------- | ------------------------------------------------------------------------- | ----- |
| Premier ministre Ministre des Affaires étrangères Ministre du Tourisme             |           | Tzannís Tzannetákis                                                       | ND    |
| Ministre de la Présidence du gouvernement                                          |           | Athanásios Kanellópoulos                                                  | ND    |
| Ministre de la Défense nationale                                                   |           | Ioánnis Varvitsiótis                                                      | ND    |
| Ministre de l'Intérieur                                                            |           | Níkos Konstantópoulos                                                     | SYN   |
| Ministre de l'Économie nationale                                                   |           | Geórgios Soufliás                                                         | ND    |
| Ministre des Finances                                                              |           | Antónis Samarás                                                           | ND    |
| Ministre de l'Agriculture                                                          |           | Stávros Dímas                                                             | ND    |
| Ministre du Travail                                                                |           | Sotiris Hadjigakis (en) (jusqu'au 7 juillet 1989) Theocháris Papamárgaris | ND    |
| Ministre de la Santé, du Bien-être et de la Sécurité sociale                       |           | Miltiádis Évert                                                           | ND    |
| Ministre de la Justice                                                             |           | Fótis Kouvélis                                                            | SYN   |
| Ministre de l'Éducation nationale et des Religions                                 |           | Vasíleios Kontogiannópoulos                                               | ND    |
| Ministre de la Culture                                                             |           | Ánna Benáki-Psaroúda (jusqu'au 7 juillet 1989) Geórgios Mylonás (el)      | ND    |
| Ministre de l'Ordre public                                                         |           | Ioannis Kefalogiannis (1933-2012) (en)                                    | ND    |
| Ministre de la Macédoine-Thrace                                                    |           | Panagiótis Hatzinikoláou                                                  | ND    |
| Ministre de la Mer Égée                                                            |           | Emmanouíl Kefalogiánnis                                                   | ND    |
| Ministre de l'Environnement, de l'Aménagement du territoire et des Travaux publics |           | Sotírios Koúvelas (el)                                                    | ND    |
| Ministre de l'Industrie, de l'Énergie et de la Technologie                         |           | Michaíl Papakonstantínou                                                  | ND    |
| Ministre du Commerce                                                               |           | Andréas Andrianópoulos (el)                                               | ND    |
| Ministre des Transports et des Communications                                      |           | Nikólaos Gkelestáthis                                                     | ND    |
| Ministre de la Marine marchande                                                    |           | Aristotélis Paulídis                                                      | ND    |